# Pacifická astronomická společnost
Pacifická astronomická společnost (v originále Astronomical Society of the Pacific – zkratka ASP) je největší astronomická společnost na světě. Byla založena v únoru 1889. Sídlí v San Franciscu a jejím současným předsedou je James B. Kaler z University of Illinois.
Společnost sdružuje přes 15 000 amatérských i profesionálních astronomů ze 70 zemí
a vydává několik vědeckých časopisů (např. ASP Conference Series nebo Mercury).

## Ceny
Pacifická astronomická společnost také uděluje 8 různých cen a ocenění. Jednu z nich, Amateur Achievement Award, získal v roce 2006 za vizuální a CCD pozorování proměnných hvězd a komet český amatér Kamil Hornoch.
- Catherine Wolfe Bruce Gold Medal – za celoživotní přínos astronomii[5]
- Richard H. Emmons Award – za vynikající výsledky v přednášení vysokoškolské astronomie lidem mimo vědeckou obec[6]
- Amateur Achievement Award – za výjimečné pozorovatelské úspěchy amatérských astronomů nebo za jejich příspěvky ke zdokonalení pozorovatelské techniky[7]
- Las Cumbres Amateur Outreach Award – za amatérskou popularizaci astronomie[8]
- Klumpke-Roberts Award – za výjimečné příspěvky k dobrému přijímání astronomie veřejností[9]
- Robert J. Trumpler Award – za dizertační práci znamenající neobvyklý přínos pro astronomii[10]
- Thomas J. Brennan Award – za výjimečné úspěchy spojené s výukou astronomie na severoamerických středních školách[11]
- Maria and Eric Muhlmann Award – za významný výzkum spojený s vývojem nových přístrojů a průkopnických technik[12]

Další cenu, tzv. Pricilla and Bart Bok Award, společnost uděluje spolu s Americkou astronomickou společností vzdělávacím projektům zahrnujícím fyziku, matematiku, výpočetní techniku a inženýrství.